# Giulio Bevilacqua
Pour les articles homonymes, voir Bevilacqua (homonymie).
Giulio Bevilacqua (né le 14 novembre 1881 à Isola della Scala et mort le 6 mai 1965 à Brescia) est un prélat italien de l'Église catholique romaine.

## Biographie
Professeur séminariste du futur pape Paul VI, Giulio Bevilacqua en est plus tard le confesseur particulier. Prêtre séculier, il est chapelain dans un bateau-hôpital italien lors de la Seconde Guerre mondiale.
Au premier consistoire de Paul VI, le 22 février 1965, il est créé cardinal.